# 国立高雄科技大学
国立高雄科技大学（こくりつたかおかぎだいがく、英語: National Kaohsiung University of Science and Technology、公用語表記: 國立高雄科技大學）は、台湾高雄市にある中華民国の国立科技大学。2018年創立、2018年大学設置。大学の略称は高科大、NKUST。

## 概観

### 大学全体
高雄科技大学は「国立高雄第一科技大学（高第一科大）」や「国立高雄応用科技大学（高応大）」や「国立高雄海洋科技大学（高海科大）」が合併して設立された。生徒数では国立台湾大学に次ぐ台湾第二の大学で、台湾最大の科技大学である。

### 建学の精神
高雄科技大学の建学の精神は「弘、毅、精、勤」(建工、燕巢)；「敬業、樂群、卓越、創新」(第一)；「忠、信、勤、勇」(楠梓)です。

## 歴史

### 国立高雄海洋科技大学の沿革
1946年8月に台湾省行政長官公署の決定を受け「台湾省立基隆水産職業学校高雄分校」として開校。1948年7月に初級部を設置。1948年10月に教育庁により分校から昇格し「台湾省立高雄水産職業学校」と校名変更。1949年10月に澎湖水産職業学校高級部を統合。1959年7月に初級部の学生募集を停止。1959年12月に「台湾省立高雄高級水産職業学校」と改称。1960年8月に台南市に台南分部を開設。1961年8月に東港分部を開設。
1967年8月に五年制専科学校に改編、「台湾省立高雄海事専科学校」と改称。職業学校学生募集を停止。台南分部が独立。1968年8月に東港分部が独立。1969年7月に職業学校学生全員が卒業。1979年7月に高雄市が院轄市（現：直轄市）に昇格した事に伴い「高雄市立海事専科学校」と改称。1982年7月に国立化改編に伴い「国立高雄海事専科学校」に改称。
1997年7月に「国立高雄海洋技術学院」と改称。2000年7月に旗津キャンパス総合教学大楼の建築着工。2002年7月に旗津キャンパス総合教学大楼竣工。2002年8月に航運技術科、輪機工程科が楠梓キャンパスより旗津キャンパスに移転。2004年2月に「国立高雄海洋科技大学」と改称。2018年2月1日に「国立高雄応用科技大学」と「国立高雄第一科技大学」と合併し「国立高雄科技大学」として開校。

### 国立高雄応用科技大学の沿革
1963年に「台湾省立高雄工業専科学校」として開校。1963年に「台湾省立高雄工専科学校」として開校。1979年に「高雄市立工業専科学校」と改称。1981年に「国立高雄工業専科学校」と改称。1992年に二年制商業科を新設、「国立高雄工商専科学校」と改称。
1997年に「国立高雄科学技術学院」と改称。2000年に「国立高雄応用科技大学」と改称 。2018年2月1日に「国立高雄海洋科技大学」と「国立高雄第一科技大学」と合併し「国立高雄科技大学」として開校。

### 国立高雄第一科技大学の沿革
1988年に教育部により高雄地区での技術学院の設立が決定。1993年7月に「国立高雄技術学院」設立準備室が成立。1995年7月に「国立高雄技術学院」が学生募集を開始。1998年7月に「国立高雄第一科技大学」と改称。2018年2月1日に「国立高雄海洋科技大学」と「国立高雄応用科技大学」と合併し「国立高雄科技大学」として開校。

### 国立高雄科技大学の沿革
2018年2月1日に「国立高雄海洋科技大学」（1946年設立され）や「国立高雄応用科技大学」（1963年設立され）や「国立高雄第一科技大学」（1995年設立され）として開校。

## 基礎データ

### 所在地
| 燕巣キャンパス | 高雄市 | 燕巣区深中路58番              |
| 第一キャンパス | 高雄市 | 燕巣区大学路1番(東キャンパス) |
| 第一キャンパス | 高雄市 | 楠梓区卓越路2番(西キャンパス) |
| 楠梓キャンパス | 高雄市 | 楠梓区海専路142番             |
| 建工キャンパス | 高雄市 | 三民区建工路415番             |
| 旗津キャンパス | 高雄市 | 旗津区中洲三路482番           |

## 組織
このリストは、また決定しないです、学校よりの変動が存在です。 
| 工学部 | 工学部工学科技博士課程 | 化学材料工学科 - 化学材料工学大学院(修士、博士課程) - 化学材料工学修士在職課程                                    |
| 工学部 | 土木工学科(五年制副学士、学士課程) - 土木工学と防災技術修士課程 - 建設工学修士課程 - 土木工学修士在職課程 - 土木工学博士課程 | 機械工学科 - 機械工学大学院(修士、博士課程) - 高度製造技術修士課程 - 機械工学修士在職課程                         |
| 工学部 | 工業工学管理学科 - 工業工学管理大学院(修士、博士課程) - 工業工学管理修士在職課程                                             | 治具工学科(五年制副学士、学士課程) - 治具工学大学院(修士、博士課程) - 応用工学科学修士課程 - 治具工学修士在職課程 |
| 工学部 | 環境と安全衛生工学科 - 環境と安全衛生工学修士課程 - 環境と安全衛生工学修士在職課程 - 消防と防災工学修士在職課程              | |

| 電機情報学部 | 電機工学科 - 電機工学大学院(修士、博士課程) - 電機工学修士在職課程                       | 電子工学科 - 電子工学大学院(修士、博士課程) - 電子工学修士在職課程 |
| 電機情報学部 | 情報工学科 - 情報工学修士課程 - 情報工学修士在職課程                                     | 光電工学科 - 光電と通信工学大学院(修士課程)                        |
| 電機情報学部 | コンピュータ通信工学科 - コンピュータ通信工学修士課程 - コンピュータ通信工学修士在職課程 |                                                                    |

| 海事工学部 | 海洋科技産学博士課程                                                                       | 造船と海洋工学科 - 造船と海洋工学修士課程 - 造船と海洋工学修士在職課程 |
| 海事工学部 | 輪機工学科(五年制副学士、二年制・四年制学士課程) - 輪機工学修士課程 - 輪機工学修士在職課程 | 海事情報技術科 - 海事情報技術修士課程 - 海事情報技術修士在職課程       |
| 海事工学部 | 海運技術科(五年制副学士、二年制・四年制学士課程) - 海運技術修士課程                        | 海洋環境工学科 - 海洋環境工学修士課程                                  |

| 水圏学部 | 水産科技産業博士課程                                             | 漁業生産管理科(五年制副学士、学士課程) - 漁業生産管理修士課程 - 漁業生産管理修士在職課程 |
| 水圏学部 | 水産食品科学科 - 水産食品科学修士課程 - 水産食品科学修士在職課程 | 水産養殖学科 - 水産養殖修士課程                                                          |
| 水圏学部 | 海洋生物技術科 - 海洋生物技術修士課程                            |                                                                                          |

| 海洋商務学部 | 海洋事務と産業管理修士課程                                    | 運航管理学科 - 運航管理大学院(修士、博士課程) - 運航管理修士在職課程 |
| 海洋商務学部 | 海洋レジャーマネジメント科 - 海洋レジャーマネジメント修士課程 |                                                                      |

| 管理学部 | 管理学部博士課程                                                   | 科技法律大学院(修士、修士在職課程)                                                                     |
| 管理学部 | 運輸計画管理学科 - 運輸計画管理修士課程 - 運輸計画管理修士在職課程 | マーケティング・流通管理学科 - マーケティング・流通管理修士課程 - マーケティング・流通管理修士在職課程 |
| 管理学部 | 情報管理学科 - 情報管理修士課程 - 情報管理修士在職課程             | 国際企業学科 - 国際企業大学院(修士、博士課程) - 国際企業修士在職課程                                   |
| 管理学部 | 企業管理学科 - 企業管理修士課程 - 企業管理修士在職課程             | 観光管理学科 - 観光・食事ツアー管理修士課程 - 観光管理修士在職課程                                     |
| 管理学部 | 人材育成科 - 人材育成修士課程 - 人材育成修士在職課程               | |

| 財務金融学部 | 財務金融学部博士課程                                                     | 金融学科 - 金融修士課程 - 金融修士在職課程             |
| 財務金融学部 | リスク管理保険学科 - リスク管理保険修士課程 - リスク管理保険修士在職課程 | 財務管理学科 - 財務管理修士課程 - 財務管理修士在職課程 |
| 財務金融学部 | 会計情報学科 - 会計情報修士課程 - 会計情報修士在職課程                   | 財冨税務学科 - 財冨税務修士課程 - 財冨税務修士在職課程 |

| 創新創業学部 | 文化事業発展学科 - 文化事業発展修士課程 - 文化事業発展修士在職課程 | 創新デザイン工学科 - 工業デザイン修士課程 |

| 外国語学部 | 応用英語学科 - 応用言語学と英語教育修士課程 - 通訳・翻訳修士課程 | 応用日本語学科 - 応用日本語修士課程 - 応用日本語修士在職課程 |
| 外国語学部 | 応用ドイツ語学科 - 応用ドイツ語修士課程                          |                                                              |

| 合教育センター | リベラルアーツ教育グループ | 芸術振興グループ |
| 合教育センター | 外国語グループ             | 中国語グループ   |

## 教員

### 歴代校長・学長

#### 三校時代歴代校長・学長
| 代                   | 氏名                 | 任期                      |
| 国立高雄海洋科技大学 | 国立高雄海洋科技大学 | 国立高雄海洋科技大学      |
| -------------------- | -------------------- | ------------------------- |
| 初代                 | 周鑑殷               |                           |
| 第2代                | 戴行悌               |                           |
| 第3代                | 士福金               |                           |
| 第4代                | 李兆輝               |                           |
| 第5代                | 楊憲堂               |                           |
| 第6代                | 李星輝               |                           |
| 第7代                | 胡曉伯               |                           |
| 第8代                | 鄭森雄               |                           |
| 第9代                | 魏兆歆               |                           |
| 第10代               | 歐錫祺               |                           |
| 第11代               | 陳哲聰               |                           |
| 第12代               | 周照仁               |                           |
| 代行                 | 呂學信               |                           |
| 国立高雄応用科技大学 |                      |                           |
| 兼弁                 | 唐智                 | 1963年7月-1963年10月      |
| 代行                 | 梁延寿               | 1963年10月-1964年10月     |
| 代行                 | 唐智                 | 1964年10月-1965年5月      |
| 初代                 | 唐智                 | 1965年5月-1972年1月       |
| 第2代                | 夏漢民               | 1972年1月-1977年10月      |
| 代行                 | 彭耀南               | 1977年10月-1978年2月      |
| 第3代                | 郭南宏               | 1978年2月-1978年8月       |
| 第4代                | 張文雄               | 1978年8月-1985年1月       |
| 第5代                | 呉建国               | 1985年1月-1991年11月      |
| 代行                 | 洪錕銘               | 1991年11月-1992年2月      |
| 第6代                | 黄広志               | 1992年2月-2001年7月       |
| 代行                 | 林仁益               | 2001年7月-2002年10月      |
| 第7代                | 林仁益               | 2002年10月-2007年9月      |
| 代行                 | 方俊雄               | 2007年9月-2008年8月       |
| 第8代                | 方俊雄               | 2008年8月-2012年7月       |
| 第9代                | 楊正宏               | 2012年8月-2016年7月       |
| 第10代               | 楊慶煜               | 2016年8月-2018年1月       |
| 国立高雄第一科技大学 |                      |                           |
| 初代 第2代 第3代     | 谷家恒               | 1993年7月 — 2004年7月     |
| 第4代 第5代          | 周義昌               | 2004年8月 — 2009年7月     |
| 代行                 | 周至宏               | 2009年8月 — 2010年2月     |
| 代行                 | 許孟祥               | 2010年3月 — 2010年4月     |
| 第6代 第7代          | 陳振遠               | 2010年5月 — 2018年1月31日 |

#### 高雄科技大学歴代学長
| 代   | 氏名   | 任期      |
| ---- | ------ | --------- |
| 初代 | 楊慶煜 | 2018年2月 |

## 日本の学生交流協定校
- 千葉大学
- 東京海洋大学
- 岐阜大学
- 福井県立大学
- 滋賀大学
- 愛媛大学
- 高知大学
- 熊本大学
- 長崎大学
- 鹿児島大学
- 明治大学
- 東洋大学
- 大阪工業大学
- 静岡理工科大学
- 福岡工業大学